# 2011년 WK리그
WK리그 2011은 WK리그의 3번째 시즌이다. WK리그의 메인 스폰서인 중소기업은행과 1년간 타이틀 스폰서 계약을 맺음에 따라 2011년 시즌 WK리그는 IBK기업은행 2011 WK리그로 진행했다.
2011년 시즌은 신생팀인 전북 KSPO와 충북 스포츠토토의 참가로 지난 시즌보다 2개 팀이 늘어난 8개 팀 체제로 진행했다. 8개 팀이 세 번씩 맞붙는 21라운드의 정규 라운드와 정규 리그 1위 팀을 제외한 상위 두 개 팀이 치르는 플레이오프로 이루어졌고, 정규 리그 1위 팀과 플레이오프 승자가 맞붙는 챔피언 결정전으로 리그 우승팀을 가렸다. 경기는 홈 앤 어웨이로 치러지지 않고 4개 지역을 순회하며 열렸고, 모든 경기는 월요일에 열렸다. 정규리그 1위 팀 고양 대교가 우승을 차지하였다.

## 참가 팀
| 클럽명                   | 지난 시즌 순위 | 창단 연도 | 리그참가 횟수 |
| ------------------------ | -------------- | --------- | ------------- |
| 고양 대교눈높이          | 3위            | 2002      | 3             |
| 부산 상무                | 6위            | 2007      | 3             |
| 서울시청 아마조네스      | 4위            | 2004      | 3             |
| 수원시설관리공단         | 1위            | 2008      | 3             |
| 인천 현대제철 레드엔젤스 | 2위            | 1993      | 3             |
| 전북 KSPO                | 신생팀         | 2011      | 1             |
| 충남 일화 천마           | 5위            | 2006      | 3             |
| 충북 스포츠토토          | 신생팀         | 2011      | 1             |

## 경기장
| 경기장           | 위치            | 수용 인원 |
| ---------------- | --------------- | --------- |
| 고양종합운동장   | 경기도 고양시   | 41,311    |
| 보은공설운동장   | 충청북도 보은군 | 6,000     |
| 함안공설운동장   | 경상남도 함안군 | 15,000    |
| 화천생활체육공원 | 강원도 화천군   | 3,000     |

## 순위

### 리그
| 순위 | 팀                       | 경기 | 승 | 무 | 패 | 득 | 실 | 차  | 승점 |
| ---- | ------------------------ | ---- | -- | -- | -- | -- | -- | --- | ---- |
| 1    | 고양 대교                | 21   | 18 | 1  | 1  | 64 | 16 | +48 | 58   |
| 2    | 인천 현대제철 레드엔젤스 | 21   | 12 | 5  | 4  | 37 | 18 | +19 | 41   |
| 3    | 수원 FMC                 | 21   | 12 | 4  | 5  | 39 | 21 | +18 | 40   |
| 4    | 부산 상무                | 21   | 11 | 2  | 8  | 30 | 32 | -2  | 35   |
| 5    | 충남 일화 천마           | 21   | 8  | 3  | 10 | 24 | 35 | -11 | 27   |
| 6    | 서울시청                 | 21   | 5  | 9  | 7  | 19 | 26 | -7  | 24   |
| 7    | 전북 KSPO                | 21   | 1  | 3  | 17 | 17 | 46 | -29 | 6    |
| 8    | 스포츠토토               | 21   | 1  | 3  | 17 | 13 | 49 | -36 | 6    |

### 플레이오프
| 2011년 9월 19일 | 인천 현대제철 레드엔젤스 | 2 – 1 (연장전) | 수원 FMC   | 화천생활체육공원, 화천 |  |  |
| 19:00 (UTC+9)   | 성현아 15′ · 고유정 94′  |                | 조아라 69′ |                        |  |  |
|                 |                          |                |            |                        |  |  |

### 챔피언 결정전

#### 1차전
| 2011년 9월 26일 | 고양 대교               | 2 – 2 | 인천 현대제철 레드엔젤스 | 고양종합운동장, 고양 |  |  |
| 19:00 (UTC+9)   | 유한별 14′ · 송유나 33′ |       | 정설빈 30′, 90+2′        |                      |  |  |
|                 |                         |       |                          |                      |  |  |

#### 2차전
| 2011년 9월 29일 | 인천 현대제철 레드엔젤스 | 1 – 3 | 고양 대교                              | 보은공설운동장, 보은 |  |  |
| 19:00 (UTC+9)   | 박지영 69′               |       | 유한별 30′ · 차연희 53′ · 쁘레치냐 61′ |                      |  |  |
|                 |                          |       |                                        |                      |  |  |

| WK리그 우승                    |
| 고양 대교                      |
| WK리그 2009 · WK리그 2011      |
| 제3대 WK리그 챔피언 (2회 우승) |
| ------------------------------ |
| 2009년･2011년                  |